# Dipoena seclusa
Dipoena seclusa är en spindelart som beskrevs av Arthur M. Chickering 1948. Dipoena seclusa ingår i släktet Dipoena och familjen klotspindlar. Inga underarter finns listade i Catalogue of Life.